# Муранов, Иван Сергеевич
Иван Сергеевич Муранов (род. 6 октября 1999, Москва) — российский хоккеист, нападающий.

## Биография
Начал заниматься хоккеем в школе ЦСКА. С 2013 года — в московском «Динамо». В сезоне 2016/17 дебютировал в МХЛ в составе ХК МВД Балашиха. 4 сентября 2018 года провёл первый матч в КХЛ дома против «Авангарда» (1:5). 29 июня 2024 года был обменян в «Адмирал».
Бронзовый призёр юниорского чемпионата мира 2017 года. Бронзовый призёр молодёжного чемпионата мира 2019 года.
Младший брат Максим (2004 г. р.) также хоккеист.